# Adontosternarchus sachsi
Adontosternarchus sachsi är en fiskart som först beskrevs av Peters, 1877.  Adontosternarchus sachsi ingår i släktet Adontosternarchus och familjen Apteronotidae. Inga underarter finns listade i Catalogue of Life.